# Kingdom of Conspiracy
Kingdom of Conspiracy är det amerikanska death metal-bandet Immolations nionde studioalbum, släppt maj 2013 av skivbolaget Nuclear Blast.

## Låtförteckning
1. "Kingdom of Conspiracy" – 3:48
2. "Bound to Order" – 3:49
3. "Keep the Silence" – 4:05
4. "God Complex" – 3:34
5. "Echoes of Despair" – 3:44
6. "Indoctrinate" – 4:48
7. "The Great Sleep" – 5:21
8. "A Spectacle of Lies" – 3:14
9. "Serving Divinity" – 3:36
10. "All That Awaits Us" – 4:49

- Text och musik: Immolation

## Medverkande
Musiker (Immolation-medlemmar)
- Ross Dolan – sång, basgitarr
- Robert Vigna – gitarr
- Bill Taylor – gitarr
- Steve Shalaty – trummor

Produktion
- Paul Orofino – producent, ljudtekniker
- Zack Ohren – ljudmix, mastering
- Ola Englund – ljudtekniker
- Rob Kimura – omslagsdesign
- Pär Olofsson – omslagskonst